# Charles-Édouard Bouée

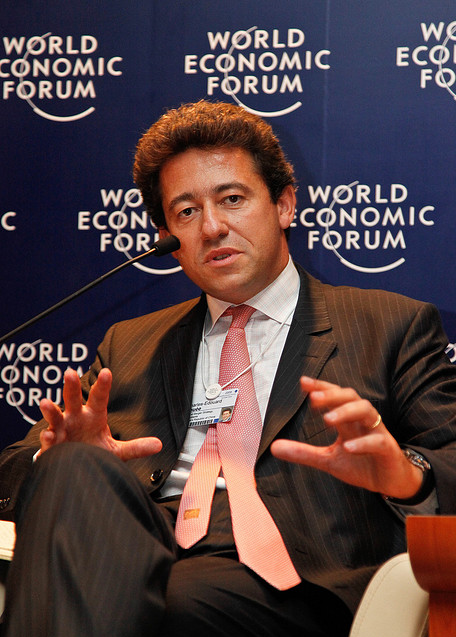
Charles-Edouard Bouée auf dem Weltwirtschaftsforum 2009

Charles-Edouard Pascal Marie Daniel Bouée (* 17. Mai 1969 in Neuilly-sur-Seine) ist ein französischer Unternehmensberater. Er kam 2001 als Senior Partner zu Roland Berger und wurde 2014 zum Chief Executive Officer gewählt. Diese Position gab er im Jahr 2019 auf. Bouée setzt sich intensiv mit Managementtheorien und disruptiven Technologien auseinander.

## Herkunft
Bouée wuchs im Großraum Paris auf. Die Mutter war Kommunalpolitikerin und stellvertretende Bürgermeisterin von Boulogne-Billancourt. Der Vater arbeitete im Bankgeschäft. Bouée besuchte unter anderem die römisch-katholische Jesuitenschule Lycée Saint-Louis-de-Gonzague in Paris und die Lycée privé Sainte-Geneviève in Versailles.  Anschließend wechselte er auf die Ingenieursschule École Centrale Paris, an der er einen Master of Science erwarb. Gleichzeitig studierte er Rechtswissenschaften an der Universität Paris-Nanterre, die ihm einen Master of Laws verlieh. Seine Studienzeit beendete Bouée mit einem Master of Business Administration der Harvard Business School.
Bouée ist verheiratet und hat zwei Töchter.

## Karriere
1991 trat Bouée in das Berufsleben ein. Er arbeitete zunächst im Investmentbanking der Großbank Société Générale in Paris und London. 1993 entschied er sich dann für einen Wechsel in die Unternehmensberatung: Nach einem Intermezzo bei Connex Personnel Consulting heuerte Bouée bei dem renommierten US-amerikanischen Unternehmen Booz Allen Hamilton an. Ab 1994 war er für den Konkurrenten A.T. Kearney tätig, wo er 1997 zum Senior Partner aufstieg.
2001 kam Bouée schließlich als Senior Partner zu Roland Berger. Von Paris aus leitete er unter anderem das Kompetenzzentrum für die Finanzbranche. 2006 wurde er zum Chef des Regionalbereichs Fernost berufen, ab 2009 trug er für den gesamten asiatischen Raum die Verantwortung. Von Shanghai aus vervielfachte Bouée den Umsatz und baute zahlreiche neue Niederlassungen auf. Er gilt seitdem als ausgewiesener Experte insbesondere für die Volksrepublik China.
Zusätzlich übernahm Bouée im Jahr 2010 die Führung des Geschäfts in Frankreich, Belgien, Italien, Spanien und Marokko. Er gehörte bereits zum globalen Führungsgremium des Unternehmens, als er 2013 zum Chief Operating Officer ernannt wurde. In dieser Position wirkte Bouée entscheidend an der operativen Entwicklung von Roland Berger nach der gescheiterten Übernahme durch Deloitte mit. 2014 wählten ihn die Partner der Unternehmensberatung schließlich zum Chief Executive Officer. Mit dem Franzosen rückte erstmals ein Ausländer an die Spitze von Roland Berger. Bouée löste zum 1. Juli 2014 Burkhard Schwenker ab, der als Vorsitzender in den Aufsichtsrat zurückkehrte.
Bouée leitete eine umfassende Restrukturierung ein. Traditionelle Kompetenzen im Bereich der Restrukturierungs- und Strategieberatung rückten wieder in den Mittelpunkt. Außerdem setzte Roland Berger verstärkt auf Kooperationen, etwa mit Rocket Internet und E-Ventures. Die Führungsstrukturen wurden modernisiert. 2015 stellte Roland Berger seinen neuen Markenauftritt vor. Unter der Führung von Bouée entwickelte sich das Geschäft positiv, 2018 wählten ihn die Partner erneut zum Chief Executive Officer.
Im Juni 2019 gab Bouée überraschend seinen Rücktritt bekannt.
Er ist seitdem für das Startup Augustus Intelligence tätig.

## Veröffentlichungen
Bouée hat mehrere Fachbücher veröffentlicht. In „China’s Management Revolution – Spirit, Land, Energy“ aus dem Jahr 2011 analysiert er den neuen Führungsstil chinesischer Unternehmenslenker und seine Auswirkungen auf die weltweite Wirtschaft. Mit „Light Footprint Management: Leadership in Times of Change“ legte Bouée 2013 ein Konzept vor, das Herausforderungen und Chancen von digitalen Organisationsformen beschreibt. Die beiden Romane „Confucius et les automates“ (2014) und „La chute de l'Empire humain“ (2017), die zusammen mit dem Journalisten François Roche entstanden, widmen sich der Robotik und künstlichen Intelligenz.

## Auszeichnungen
- 2010: Silberne Magnolie der Stadt Shanghai[1]
- 2012: Goldene Magnolie der Stadt Shanghai[1]
- Januar 2017: Ritter der französischen Ehrenlegion[31]